# Ludogorets Arena
El Ludogorets Arena (en búlgaro: Лудогорец Арена), Huvepharma Arena por razones de patrocinio, es un estadio multiusos de la ciudad de Razgrad, Bulgaria. El estadio fue inaugurado el 21 de septiembre de 2011 y tiene una capacidad de 11 000 espectadores sentados.

## Historia
El estadio fue construido en la década de 1950, pero fue demolido y reconstruido en 2011. El recinto obtuvo su nombre después de la sesión del Consejo de la ciudad de Razgrad en mayo de 2011, y fue denominado estadio "Dyanko Stefanov", pero pasó a llamarse posteriormente Ludogorets Arena.
El propietario del club, Cyril Domuschiev, invirtió 10 000 000 levs para construir el estadio, que es de cuarta categoría de la UEFA. Dotado de una capacidad de 6000 asientos para los espectadores y 1500 plazas de aparcamiento, equipado con todas las normas modernas y de seguridad. Cuenta con un moderno sistema de supervisión por vídeo y el estadio puede ser evacuado en tres minutos.
El 11 de julio de 2018, el Ludogorets abrió su renovada tribuna norte antes de su partido de Champions League en primera ronda contra el Crusaders FC. El sector añadió 2208 nuevos asientos, aumentando la capacidad del aforo en 11 000 espectadores.
En diciembre de 2019 el club firmó con la empresa farmacéutica Huvepharma un contrato para nombrar el estadio como Huvepharma Arena.

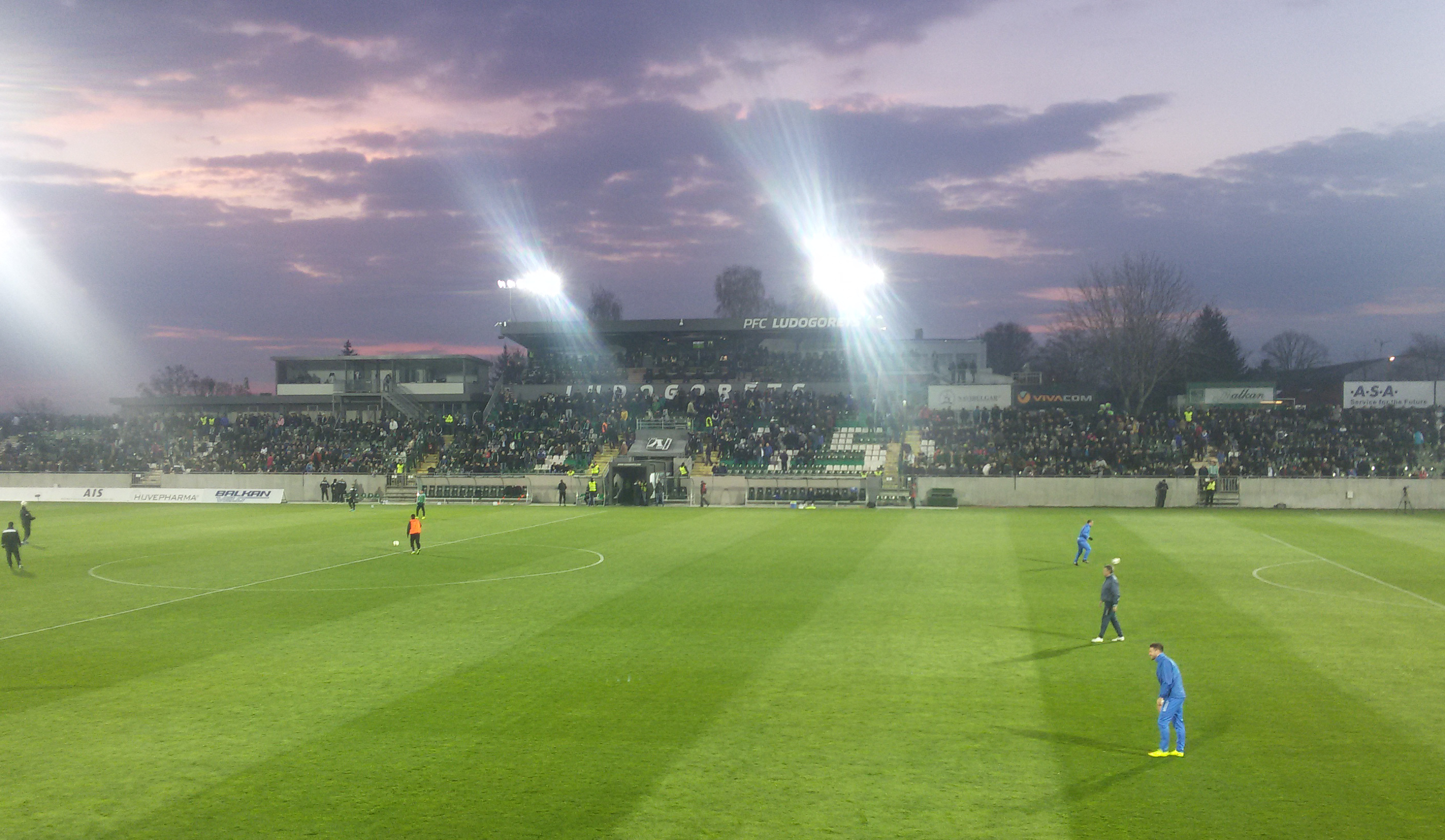
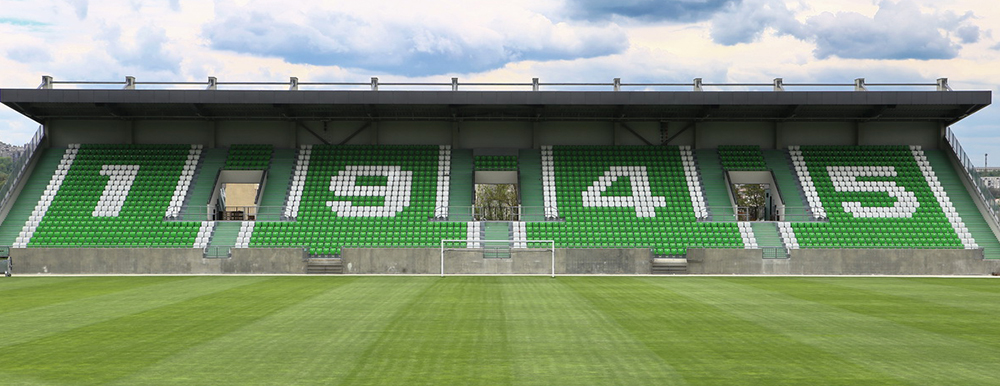